# 200
|  | Aquest article tracta sobre l'any. Si cerqueu el nombre, vegeu «Nombre 200». |

El 200 (CC) fou un any de traspàs començat en dimarts del calendari julià.

## Esdeveniments
- Batalla de Guandu, tingué lloc al riu Groc durant el preludi del període dels Tres Regnes de la història xinesa.[1]